# M939
M939 (Truck, Cargo, 5 ton, 6x6 M939) — сімейство п'ятитонних, повнопривідних вантажних автомобілів колісної формули 6×6, широко використовується в Збройних силах США. Сімейство є розвитком серії п'ятитонних вантажівок M809.
Виробники: AM General, м. Саут-Бенд, штат Індіана, США і Bowen-McLaughlin York м. Мерісвіль, штат Огайо, США.
Перші зразки автомашини були поставлені у війська в 1983 році, станом на 1998 рік в експлуатації знаходилося близько 32000 машин.